# نامه‌های آسیای من
نامه‌های آسیاب من (به فرانسوی: Lettres de mon moulin) مجموعه داستانی از آلفونس دوده، نویسندهٔ اهل فرانسه است که سال ۱۸۶۹ منتشر شد.

## فهرست داستان‌ها
1. نقل مکان به آسیا
2. راز استاد کرنیل
3. بز آقای سگن
4. قاطر پاپ
5. گمرک‌چیان
6. سالخوردگان
7. افسانۀ مرد مغزطلایی
8. سه نماز
9. دو مسافرخانه
10. ملخ‌ها
11. در دوری از سربازخانه
12. ستارگان
13. احتضار کشتی سمیانت
14. پیش‌نماز کوکونیان
15. فانوس دریایی سانگی‌نر
16. دختری از آرل
17. کیف بغلی بیکسیو
18. دلیجان بوکر
19. قصیده‌ای به نثر
20. در کامارگ
21. پرتقال‌ها

## ترجمه به فارسی
این کتاب تاکنون چندین بار به زبان فارسی ترجمه شده و با مشخصات زیر به چاپ رسیده‌است:
- دوده‌، آل‍ف‍ون‍س‌، ‏‫ن‍ام‍ه‌ه‍ای‍ی‌ از آس‍ی‍ای‌ م‍ن‌، ت‍رج‍م‍ۀ‌ ج‍م‍ش‍ی‍د ت‍ول‍ل‍ی‌، ت‍ه‍ران‌: ب‍ن‍گ‍اه‌ ت‍رج‍م‍ه‌ و ن‍ش‍ر ک‍ت‍اب‌‏‫، ۱۳۳۷؛ ‏‫۱۹۲ ص‌.
- کاترین، بریژیت، نامه‌های آسیاب من، آلفونس دوده، اقتباس کننده بریژیت کاترین، ترجمۀ جمشید بهرامیان، تهران: بهرامیان، ‏‫‏۱۳۸۹؛ ۱۰۶ ص.
- دوده‌، آل‍ف‍ون‍س‌، نامه‌های آسیابم، ترجمۀ رضا صالح‌زاده، تهران: کانون معرفت‏‫، ۱۳؛ ‏‫۷۶ ص.‮‬
- دوده‌، آل‍ف‍ون‍س‌، ‏‫قصه‌های آسیاب من، ترجمۀ آزاده توکلی‌راد، مشهد: چراغ دیده‏‫، ۱۳۸۹؛ ‏‫۲۹۲ ص.

همچنین برخی از داستان‌های این مجموعه به صورت جداگانه نیز به چاپ رسیده‌اند.
- ب‍ز آق‍ای‌ س‍گ‍ن‌، ت‍رج‍مۀ‌ ش‍ادی‌ ج‍م‍ش‍ی‍دی‌، ت‍ص‍اوی‍ر از آن‍دره‌ پ‍ک‌، ت‍ه‍ران‌: م‍رک‍ز ن‍ش‍ر ص‍دا، ۱۳۸۰؛ ۱۲ ص‌؛ م‍ص‍ور و رن‍گ‍ی‌.